# Postomino (gmina)
Postomino (do 1954 gmina Nacmierz) – gmina wiejska w północno-wschodniej części województwa zachodniopomorskiego, w powiecie sławieńskim. Siedzibą gminy jest wieś Postomino.
Miejsce w województwie (na 114 gmin): powierzchnia 43., ludność 56.
Na terenie gminy znajduje się lądowisko Słupsk-Pałowo.
W 2013 r. wydatki budżetu gminy Postomino wynosiły 34,2 mln zł, a dochody budżetu 35,3 mln zł. Zadłużenie (dług publiczny) samorządu według danych na IV kwartał 2013 r. wynosiło 13,3 mln zł, co stanowiło 37,8% dochodów.

## Położenie
Gmina jest położona w północno-wschodniej części województwa zachodniopomorskiego, w północno-wschodniej części powiatu sławieńskiego.
Gmina stanowi 21,8% powierzchni powiatu.
Sąsiednie gminy: Darłowo i Sławno (w powiecie sławieńskim), Kobylnica, Redzikowo i Ustka (w powiecie słupskim).
W latach 1975–1998 gmina położona była w województwie słupskim.

## Demografia
Gminę zamieszkuje 12,1% ludności powiatu.

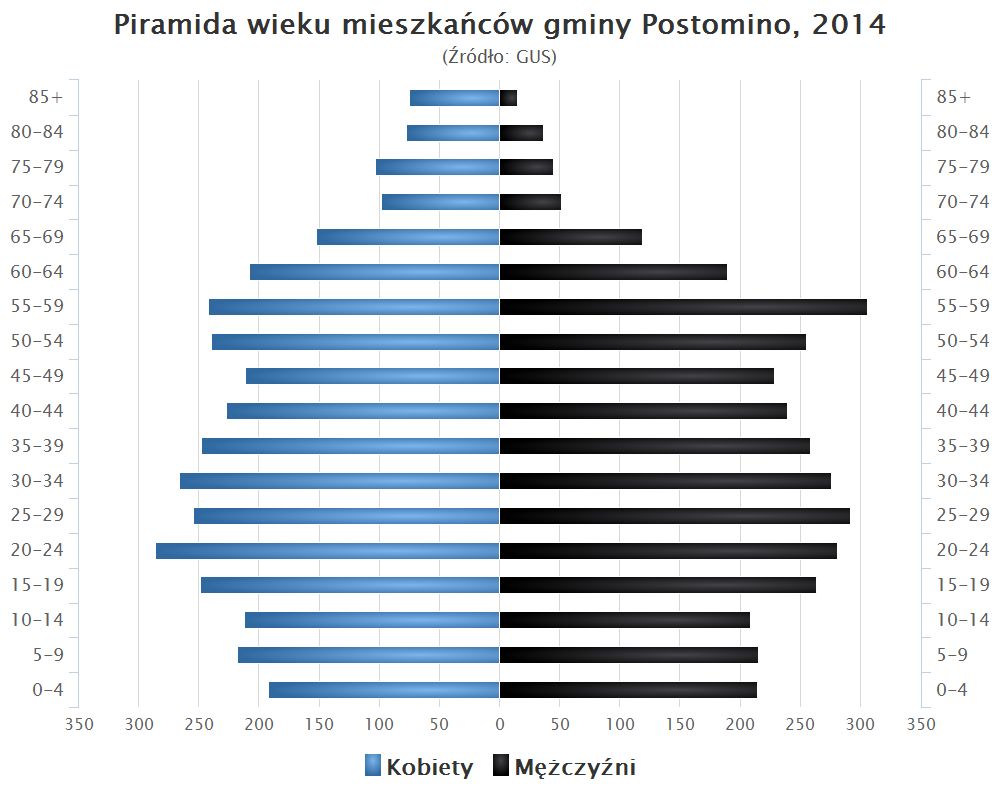
Piramida wieku mieszkańców gminy Postomino w 2014 roku

## Przyroda i turystyka
Gmina leży na Pobrzeżu Słowińskim i Równinie Słupskiej nad Morzem Bałtyckim. Przez południową część gminy przepływa rzeka Wieprza dostępna dla kajaków. W północnej części nieopodal morza znajduje się jezioro Wicko. 5 km na północ-północny wschód od Postomina - rezerwat przyrody "Zaleskie Bagna". Przez gminę prowadzą szlaki turystyczne: czerwony Szlak Nadmorski wzdłuż wybrzeża i zielony ze Sławna do Ustki. Tereny leśne zajmują 20% powierzchni gminy, a użytki rolne 79%.
Władze gminy pobierają opłatę miejscową od turystów na terenie miejscowości: Jarosławiec, Jezierzany, Łącko, Nacmierz, Rusinowo.

## Komunikacja
Przez gminę prowadzi droga wojewódzka nr 203 łącząca Postomino z Darłowem (22 km) i Ustką (16 km). Odległość z Postomina do stolicy powiatu, Sławna wynosi 15 km.
Postomino uzyskało połączenie kolejowe w 1911 r. po wybudowaniu linii kolejowej łączącej Sławno z Ustką. W 1945 r. linia ta została rozebrana.
W gminie czynne są 2 urzędy pocztowe: Jarosławiec (nr 76-107) i Postomino (nr 76-113).

## Zabytki
- Pałac w Pieńkowie
- Kościół w Postominie
- Kościół w Pieńkowie
- XVI wieczna wieża kościelna w Marszewie
- Stara Chata w Łącku

## Administracja
W 2016 r. wykonane wydatki budżetu gminy Postomino wynosiły 41,6 mln zł, a dochody budżetu 44,5 mln zł. Zobowiązania samorządu (dług publiczny) według stanu na koniec 2016 r. wynosiły 10,4 mln zł, co stanowiło 23,4% poziomu dochodów.
W skład gminy wchodzi 28 sołectw: Bylica, Chudaczewo, Dzierżęcin, Górsko, Jarosławiec, Jezierzany, Kanin, Karsino, Korlino, Królewo, Łącko, Marszewo, Masłowice, Mazów, Nacmierz, Nosalin, Pałowo, Pałówko, Pieńkowo, Pieńkówko, Pieszcz, Rusinowo, Staniewice, Tyń, Wilkowice, Wszedzień i Złakowo.

## Miejscowości
WsieBylica, Chełmno Słowieńskie, Chudaczewko, Chudaczewo, Czarna Buda, Dołek, Dzierżęcin, Górka, Górsko, Jarosławiec, Jezierzany, Kanin, Karsino, Korlino, Królewo, Łącko, Marszewo, Masłowice, Mazów, Nacmierz, Nosalin, Nosalinek, Nowe Łącko, Pałowo, Pałówko, Pieńkowo, Pieńkówko, Pieszcz, Ronino, Rusinowo, Staniewice, Tyń, Wilkowice, Wszedzień i Złakowo.
OsadyKłośnik, Królewice, Wicko Morskie, Wykroty
Części innych miejscowościTłuki (część Pieszcza), Królewko (przysiółek Królewa)
Zniesione miejscowościMszane, Mszanka, Przybudówka-Korlino (Łężek), Przybudówka-Królewo, Radziszkowo